# Pentagastrin
Pentagastrin ist ein synthetisches Oligopeptid, das die gleiche Wirkung wie Gastrin hat, wenn es parenteral gegeben wird. Es stimuliert die Sekretion von Magensäure, Pepsin, und des intrinsischen Faktors.
Pentagastrin bindet an den Cholezystokinin-B Rezeptor, der von vielen Zellen im Gehirn exprimiert wird. Die Aktivierung dieses Rezeptors löst das Phospholipase C Second-Messenger-System aus. Bei intravenöser Gabe können manchmal Panikattacken und gastrointestinale Beschwerden bis hin zum Erbrechen ausgelöst werden.

## Anwendung
Es wird routinemäßig zur Durchführung des Pentagastrin-Tests in der medizinischen Diagnostik eingesetzt. Pentagastrin wird auch in einem Stimulationstest zur Erhöhung des Serotonin-Spiegels verwendet und ruft Symptome des Karzinoid-Syndroms hervor. Es provoziert Erröten (Flush) und kann bei der Diagnose von Patienten helfen, die über anfallsweises Erröten klagen, aber normale oder nur gering erhöhte Spiegel von Markern haben, die spezifisch für das Karzinoid-Syndrom sind. Es wurde außerdem verwendet, um ektopische Magen-Mukosa zu stimulieren, um so ein Meckel-Divertikel durch nuklearmedizinische Bildgebung nachweisen zu können.

## Pharmakologie
Pentagastrin hat nach intravenöser Applikation eine Halbwertszeit von etwa 10 Minuten und wird hauptsächlich hepatisch eliminiert.

## Handelsnamen
ICI 50.123, Gastrodiagnost, Peptavlon